# کی‌بی‌اس جوی
کی‌بی‌اس جوی (به انگلیسی: KBS joy) یک کانال سرگرمی تلویزیونی کره جنوبی است که توسط کی‌بی‌اس ان، یک اپراتور کانال نمایش تلویزیونی در کره اداره می شود. که ۱ نوامبر ۲۰۰۶ تاسیس شد.